# Campo del Fico
Campo del Fico è una frazione del comune di Aprilia, in provincia di Latina. La località dista 10,15 km dal medesimo comune di Aprilia di cui essa fa parte.
La frazione è situata a 48 m s.l.m. e si compone di 195 abitanti.